# Marcellus Emants
Marcellus Emants (ur. 12 sierpnia 1848 w Voorburg, zm. 14 października 1923 w Baden) – holenderski pisarz, autor poematów epicznych, np. Lilith, dramatu Adolf van Gelder, powieści i nowel.

## Dzieła
- 1991 - Wyznanie (przeł. i opatrzyła posłowiem Zofia Klimaszewska). Warszawa, Państwowy Instytut Wydawniczy, 1991. ISBN 978-83-06-01968-1
- 1874 – Juliaan de Afvallige
- 1877 – Op reis door Zweden
- 1879 – Een drietal novellen
- 1879 – Lilith
- 1881 – Jong Holland
- 1883 – Godenschemering
- 1883 – Véleda
- 1884 – Langs den Nijl
- 1885 – Goudakker's illusiën
- 1886 – Uit Spanje
- 1888 – Adolf van Gelre
- 1888 – Jonge harten
- 1888 – Juffrouw Lina
- 1890 – Fatsoen
- 1890 – Haar zuster
- 1892 – Dood
- 1892 – Lichte kost
- 1894 – Een nagelaten bekentenis
- 1894 – Hij
- 1894 – Onder ons
- 1895 – Artiest
- 1897 – Een kriezis
- 1898 – Loevesteijn
- 1899 – Op zee
- 1899 – Vijftig
- 1901 – Inwijding
- 1902 – Een nieuwe leus
- 1903 – In de praktijk
- 1905 – Waan
- 1906 – Loki
- 1907 – Domheidsmacht
- 1910 – Godenschemering (przeróbka)
- 1916 – Liefdeleven
- 1917 – Om de mensen
- 1920 – Mensen
- 1924 – Geuren